# Анджей Боронь
Анджей Боронь (пол. Andrzej Boroń; 6 вересня 1926, Коломия — 21 вересня 1949, Вроцлав) — польський антикомуністичний діяч, польський військовий поселенець на Повернених територіях, власник садівничого господарства «Танза» у Мухоборі Великому поблизу Вроцлава.

## Життєпис
Народився Анджей Боронь 6 вересня 1926 в Коломиї. Був братом Єжи Бороня, наймолодшого з чотирьох дітей Станіслава Бороня, багаторічного директора Державної чоловічої гімназії імені Казимира Ягеллончика в Коломиї, та Ядвіги Боронь з роду Чайковської.
Випускник Центральної кадетської школи в Рязані. Демобілізувався в 1946 році, став лейтенантом Польської Народної Армії. У 1947 році Анджей Боронь брав участь у порятунку полонених, що здійснювався поблизу Псє Поля. Він також провів кілька операцій, спрямованих на збір коштів для підпільної діяльності. Захоплений у Вроцлаві, в підвалі будівлі на вулиці М. Склодовської-Кюрі, разом з Казімежем Оскеркою, 30 липня 1949 року. Засуджений до смертної кари, позбавлення громадських прав та почесних громадянських прав назавжди, та конфіскації всього майна, виключно за нібито кримінальні злочини, як один з «найнебезпечніших злочинців» повоєнного Вроцлава, військовим судом окружного округу у Вроцлаві (у порядку спрощеного провадження) під головуванням майора Едварда Єнчмика (винесено 30 смертних вироків).
Президент Республіки Польща Болеслав Берут рішенням від 29 серпня 1949 року не скористався своїм правом помилування.
Анджей Боронь був розстріляний 21 вересня 1949 року о 19:00 у підвалі вроцлавської в'язниці на вулиці Клечковській, а потім похований на Особовицькому кладовищі у Вроцлаві, на місці, яке зараз називають ділянкою анонімних жертв.

## Нагороди
- Медаль Перемоги та Свободи 1945 року (1946)